# Silje Nergaard
Silje Nergaard (Steinkjer, 19 juni 1966) is een Noorse jazzzangeres. Opvallend zijn haar heldere – vaak als "kinderlijk" omschreven – zangstem en een hoogontwikkelde zangtechniek.

## Biografie
Silje Nergaard groeide op in Hamar en kwam al op jonge leeftijd in aanraking met jazzmuziek. Daarnaast werd ze beïnvloed door muzikanten als Al Jarreau en Joni Mitchell, haar idolen van die tijd.
In 1990 verscheen Nergaards debuut-lp "Tell Me Where You're Going" onder het EMI-label, die de zevende plaats in de Noorse hitparade wist te behalen. Ook behaalde ze succes in Japan. Na nog twee albums bij EMI stapte Nergaard over naar het kleine Noorse platenlabel Kirkelig Kulturverksted, waarbij ze in 1995 en 1996 twee albums uitbracht in haar moedertaal.
Daarop volgde een vier jaar durende rustpauze en kwam haar eerste dochter ter wereld.
Eind 1999 keerde Nergaard in de muziekwereld terug en het jaar daarop kwam "Port of Call" uit, waarmee ze internationaal enige bekendheid verwierf. Een jaar later kwam het album "At First Light" uit, haar definitieve internationale doorbraak. Van het album zong Nergaard verschillende nummers tijdens haar live-optreden op het North Sea Jazz Festival in Den Haag.
In mei 2003 werd haar tweede dochter geboren. Datzelfde jaar kwam "Nightwatch" uit.
Op 6 november 2007 ontving Silje een Edison tijdens de jaarlijkse uitreiking van deze prestigieuze prijzen in het Frits Philips Muziekcentrum in Eindhoven.
Haar album "A Thousand True Stories" ontstond in samenwerking met het Nederlandse Metropole Orkest en verscheen in februari 2009 in Noorwegen. Dit album leverde een Grammy nominatie op voor beste arrangement (Vince Mendoza).

## Discografie
- Tell Me Where You're Going (1990)
- Silje (1991)
- Cow On The Highway (1993)
- Brevet (1995)
- Hjemmefra ("From Home") (1996)
- Port Of Call (2000)
- At First Light (2001)
- Nightwatch (2003)
- Be Still My Heart - The Essential (2005)
- Darkness Out Of Blue (2007)
- A Thousand True Stories (2009)
- If I Could Wrap Up A Kiss (2010)
- Unclouded (2012)
- Chain Of Days (2015)
- Silje Nergaard (2020)
- Houses (2021)